# Ilosia aikoja, Mielensäpahoittaja
Pour plus de détails, voir Fiche technique et Distribution.
Ilosia aikoja, Mielensäpahoittaja est un film finlandais réalisé par Tiina Lymi, sorti en 2018.

## Synopsis
Mielensäpahoittaja (« le ronchon ») a perdu sa femme et prépare sa propre mort.

## Fiche technique
- Titre : Ilosia aikoja, Mielensäpahoittaja
- Réalisation : Tiina Lymi
- Scénario : Juha Lehtola, Tiina Lymi et Tuomas Kyrö d'après son roman du même nom
- Musique : Juri Seppä et Miska Seppä
- Photographie : Henri Blomberg
- Montage : Joona Louhivuori
- Production : Jukka Helle et Markus Selin
- Société de production : Solar Films
- Pays :  Finlande
- Genre : Comédie dramatique
- Durée : 118 minutes
- Dates de sortie : 
  -  Finlande : 24 août 2018

## Distribution
- Heikki Kinnunen : Mielensäpahoittaja
- Satu Tuuli Karhu : Sofia
- Elina Knihtilä : Katri
- Jani Volanen : Pekka
- Iikka Forss : Hessu
- Mari Perankoski : Miniä
- Sulevi Peltola : Kolehmainen
- Janne Reinikainen : Kivinkinen

## Distinctions
Le film a été nommé pour six Jussis et a reçu celui meilleur second rôle féminin pour Satu Tuuli Karhu.